# Kohtla-Järve
Kohtla-Järve es una pequeña ciudad (linn) del oriente de Estonia. Está situada en el noreste del país, en el condado de Ida-Viru, a solo 8 kilómetros de Jõhvi, la capital de dicho condado. Kohtla-Järve fue fundada en 1924 y tenía en 2004 46.346 habitantes de origen muy diverso (más de 40 grupos étnicos, siendo los rusos el grupo mayoritario). La mayoría habla el ruso, aunque a partir de 1990 el estonio pasó a ser la única lengua administrativa oficial. Sin embargo, la lengua y cultura rusa ostentan hegemonía en la vida común de la ciudad, como vestigio de los tiempos soviéticos. La ciudad está muy industrializada y comporta una considerable actividad petrolera.

## Historia
La historia de Kohtla-Järve está muy vinculada a la historia de la extracción del esquisto bituminoso—el principal mineral de Estonia.
Los primeros indicios de civilización datan de la Alta Edad Media. En un libro danés de 1241, los pueblos de Järve y de Kukruse son mencionados con los nombres Jeruius y Kukarus, respectivamente, y el pueblo de Sompa con Soenpe.
Se sabía de la presencia de petróleo en el subsuelo desde hacía ya mucho tiempo, pero su extracción industrial sólo comenzó entrado el siglo XX. A partir de ahí comenzaron a inaugurarse nuevas minas cerca del pueblo de Järve. En 1919 se crea la State Oil Shale Industrial Corporation y comienzan a extenderse las minas. Se construyen viviendas cerca de las minas para albergar a los mineros. En 1924 se construye una fábrica de extracción de betunes al lado de la estación ferroviaria de Kohtla.
Durante la Segunda Guerra Mundial, los alemanes ocupan Estonia y consideran a Kohtla-Järve como una importante reserva de petróleo. Sin embargo, no consiguieron la extracción a gran escala.
Después de la guerra, el esquisto se volvió muy necesario para las industrias del noroeste de la Unión Soviética. Desde 1946, la ciudad no deja de crecer y de crecer anexando Kohtla y Kukruse, en 1960 Jõhvi, Ahtme y Sompa, y más tarde, en 1964, Kiviõli, Oru, Püssi y Viivikonna. En 1980, Kohtla-Järve alcanza los 90.000 habitantes, que trabajan tanto en la industria petrolera y como en la forestal y agrícola.
En 1991, las ciudades de Jõhvi, Kiviõli y Püssi se separan de Kohtla-Järve. El volumen de extracción de combustible se desploma estrepitosamente y muchas personas, preocupadas por el paro, emigran hacia Tallin o hacia Rusia.

## Geografía

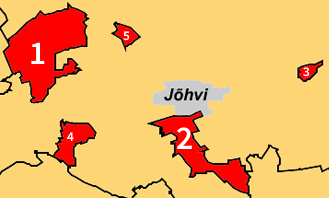
Distritos de Kohtla-Järve: Järve (1), Ahtme (2), Oru (3), Sompa (4), Kukruse (5)

La ciudad se divide en cinco distritos (linnaosad):
1. Järve (15.656 habitantes)
2. Ahtme (15.602)
3. Oru (996)
4. Sompa (754)
5. Kukruse (467)

La ciudad está situada en un lugar estratégico, junto a la carretera y el ferrocarril que unen Tallin con Narva y San Petersburgo.
La alcaldesa de Kohtla-Järve es, desde 2016, Ljudmila Jantšenko.

## Deporte
- Kohtla-Järve JK Järve Esiliiga
- FC Lootus Kohtla-Järve
- JHK Kohtla-Järve Keemik
- JK Alko Kohtla-Järve
- HC Everest Coolbet Hokiliiga
- Kohtla-Järve Viru Sputnik Meistriliiga (ice hockey)

### Sedes deportivas
- Kohtla-Järve Spordikeskuse staadion 2,200 espectadores
- Kohtla-Järve Ice Hall